# Biserica Sfântul Spiridon Nou din București

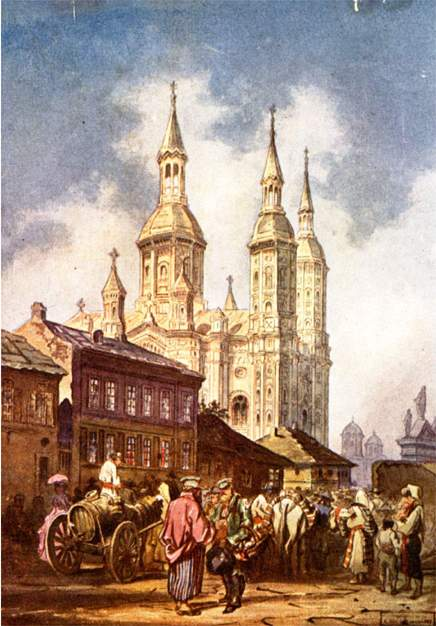
Imagine din 1860

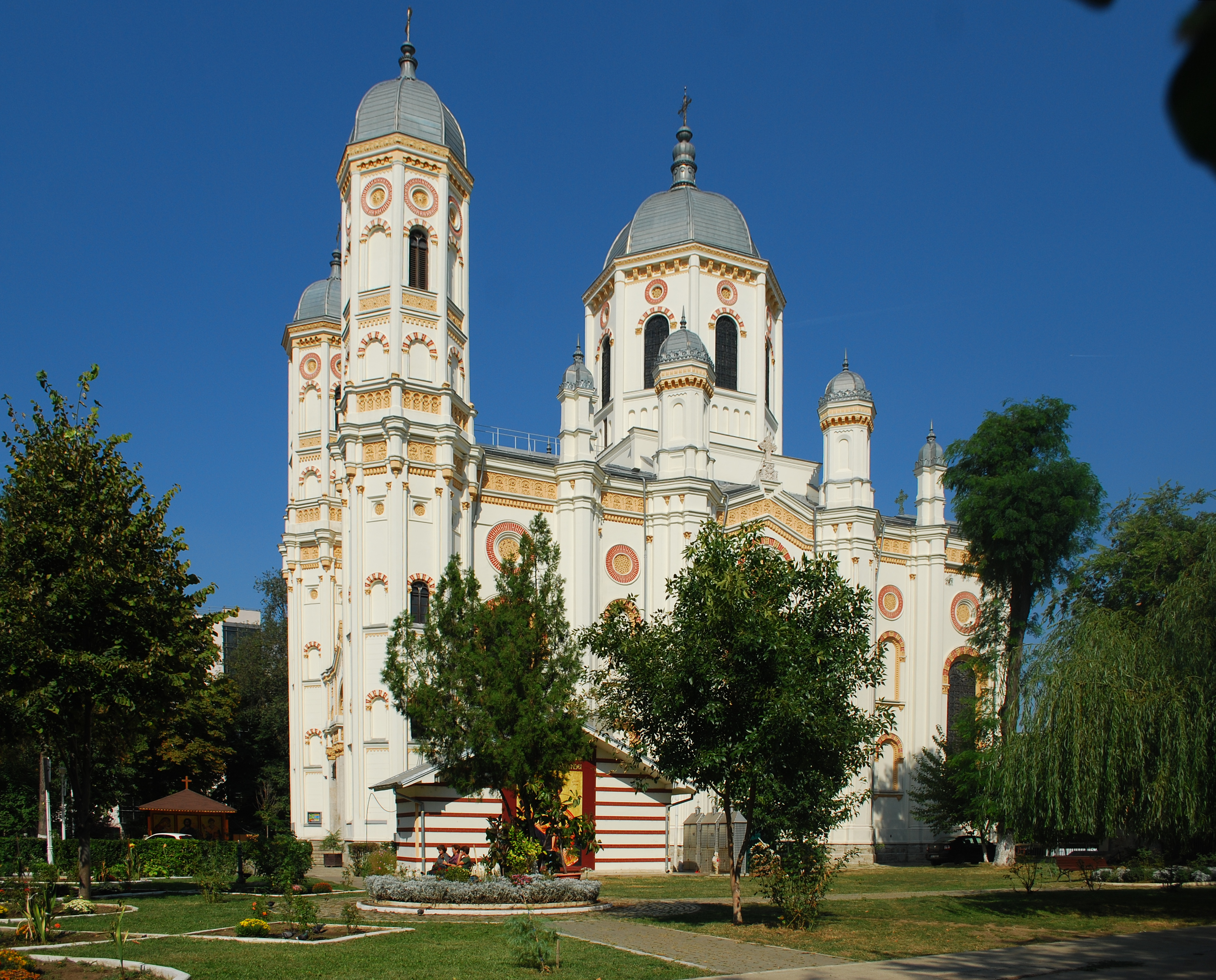
Imagine recentă. Turnurile gotice au fost modificate în stil bizantin

Biserica Sfântul Spiridon Nou este cel mai mare lăcaș de cult ortodox din București.

## Istoric
"Dar fiindcă Dumnezeu a trimis pe Fiul Său și a locuit cu oamenii, tot creștinul este dator a zidi casa lui Dumnezeu, pe pământ. Pentru aceasta și robul lui Dumnezeu, domnitorul Țării Românești, Scarlat Ghica, fiul Domnului Grigorie Ghica, vrând a mări numele lui Dumnezeu, cel în Treime închinat si slăvit, a zidit din temelie acest templu, în cinstea Sfântului Ierarh Spiridon, episcopul Trimitundei, făcătorul de minuni. Această întreprindere s-a început în al doilea an al domniei sale, la anul 1767 și s-a sfârșit în a doua sa domnie, la anul 1768, 30 septembrie. Iar ca să poată fi suficientă in toata frumusețea și buna credintă, s-a înzestrat cu fonduri si legate statornicești de către Domnul Alexandru Ghica, fiul Domnului Grigorie Ghica, întâiul ctitor." - Piatra pisaniei de la intrare, un adevărat certificat de naștere al bisericii.
Pe locul acestei biserici se afla, până la 1852, o mănăstire domnească despre care nu se cunosc prea multe amănunte. Între anii 1852 și 1858 se construiește aici această biserică, care va  fi sfințită la 8 noiembrie 1860. 
Biserica suferă stricăciuni de-a lungul timpului, fiind grav deteriorată în urma cutremurului din 1940 și în urma bombardamentelor din 1944. În timpul ÎPS Justinian au fost executate lucrări de restaurare. În anul 1954, după  terminarea lucrărilor de restaurare, a fost sfințită de ÎPS Justinian al României si ÎPS Kiril al Bulgariei și rânduită a fi Paraclis Patriarhal (locul unde au loc hirotoniile episcopilor vicari, intronizările, vizitele la nivel înalt bisericesc, sfințirea Sfântului Mir).
În urma cutremurului din 1977, dar mai ales în urma lucrării de construcție a metroului bucurestean, biserica suferă mari pagube și în plus regimul comunist o trece pe lista bisericilor ce aveau sa fie dărâmate. Biserica este și de această dată salvată de ÎPS Teoctist (hirotonit chiar aici, la 5 martie 1950), care rânduiește ca această bserică să fie reparată și înfrumusețată, sfințirea făcându-se în anul 1990.

## Localizare și caracteristici
Se află pe Calea Șerban Vodă, în zona Piața Unirii. 
Biserica este construită după un plan arhitectural deosebit, cu o turlă centrală și două turnuri în față. Are 41 de metri în lungime, 14 de metri în lățime și 38 de metri în înălțime. Stilul construcției este eclectic-istorist, cu elemente neoromanice, neogotice și de artă moldovenească. În interior sunt de semnalat coloane de marmură, vitralii colorate artistic, cu scene biblice și sfinți, executate la Viena. În picturile executate de Gheorghe Tattarescu în 1862 se pot observa influențe ale Renașterii. Este clasată ca monument istoric, cod LMI B-II-m-A-19750.

## Galerie

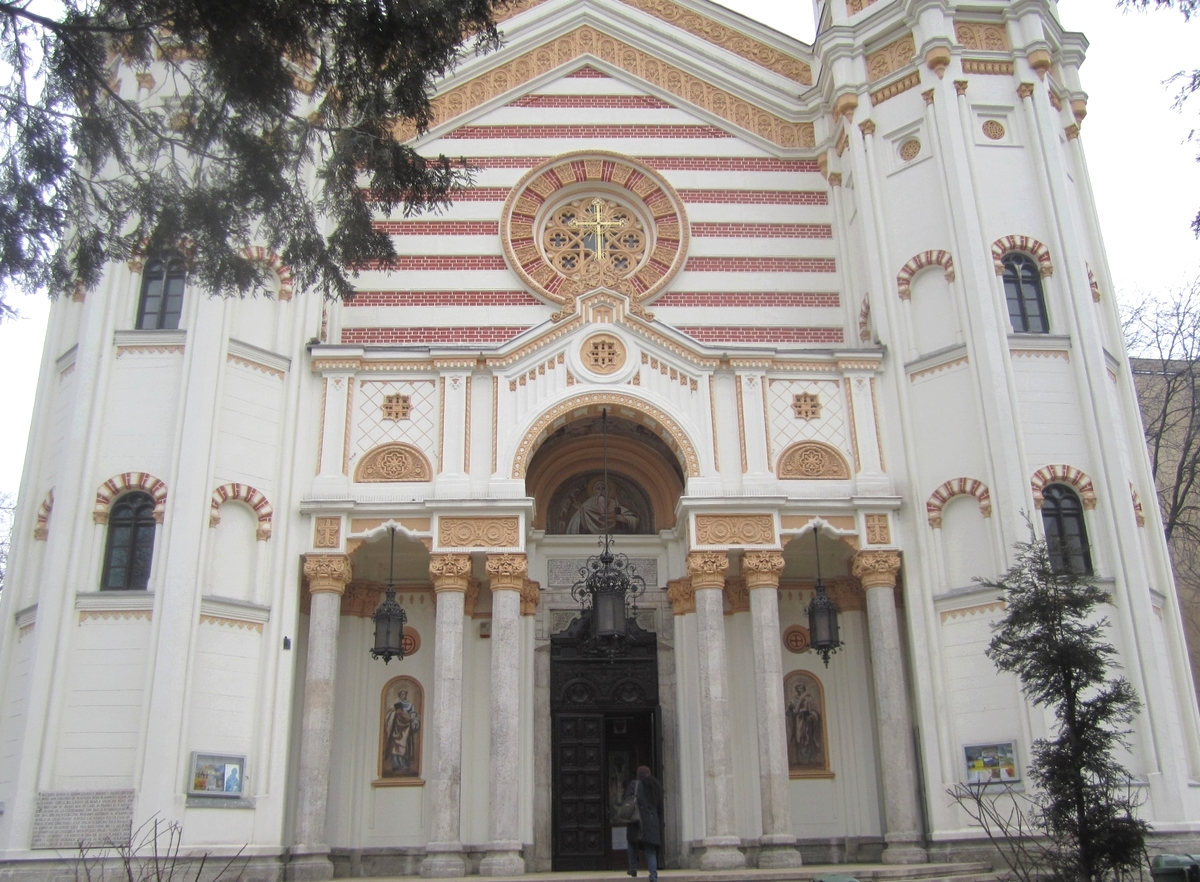
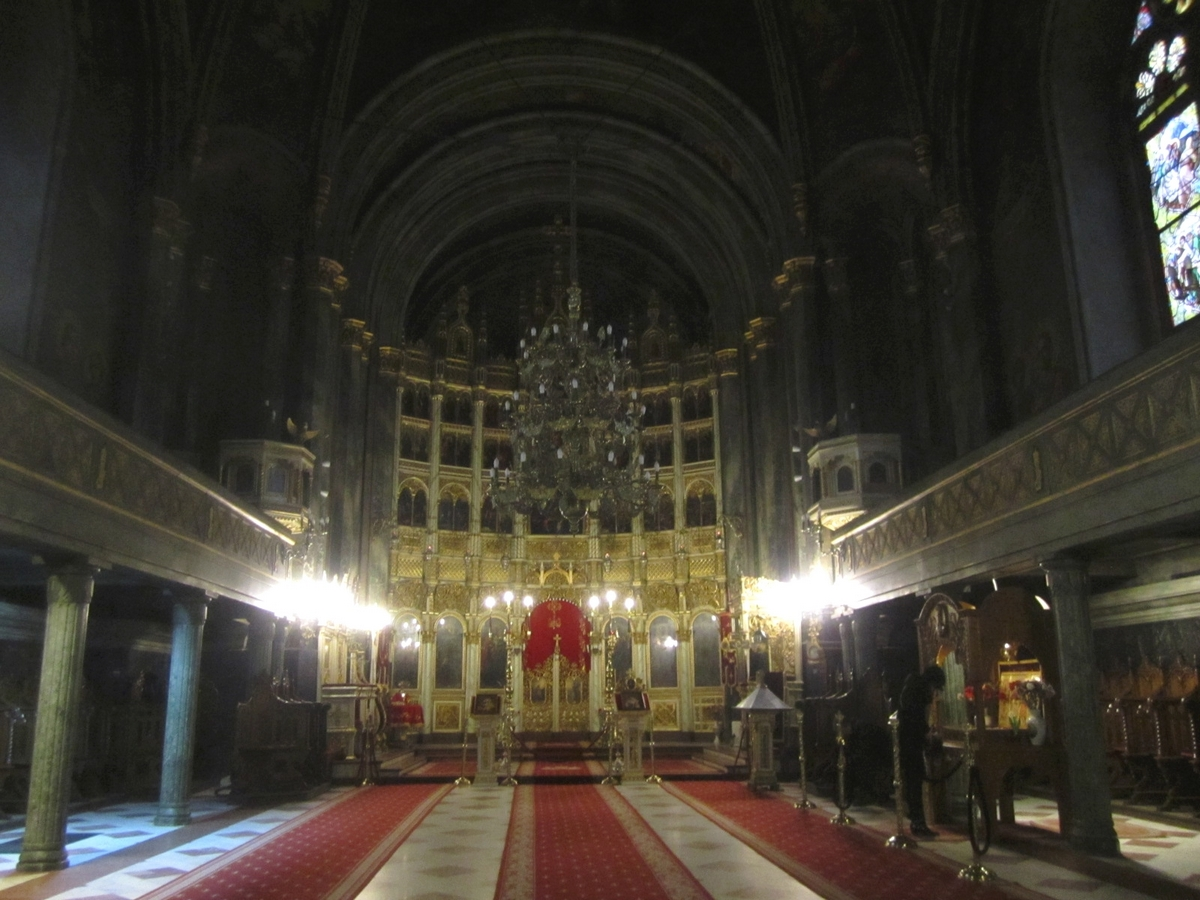
Interior
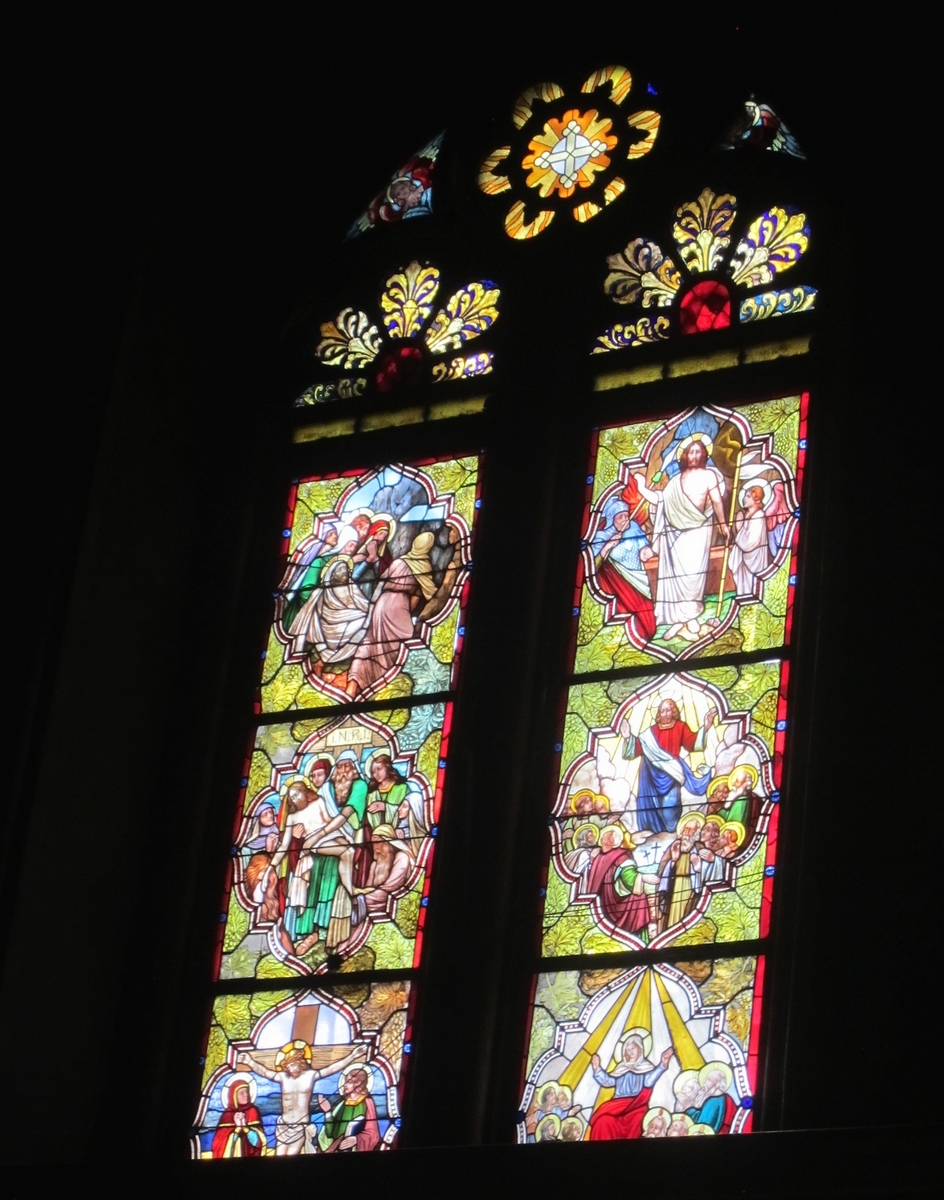
Vitralii
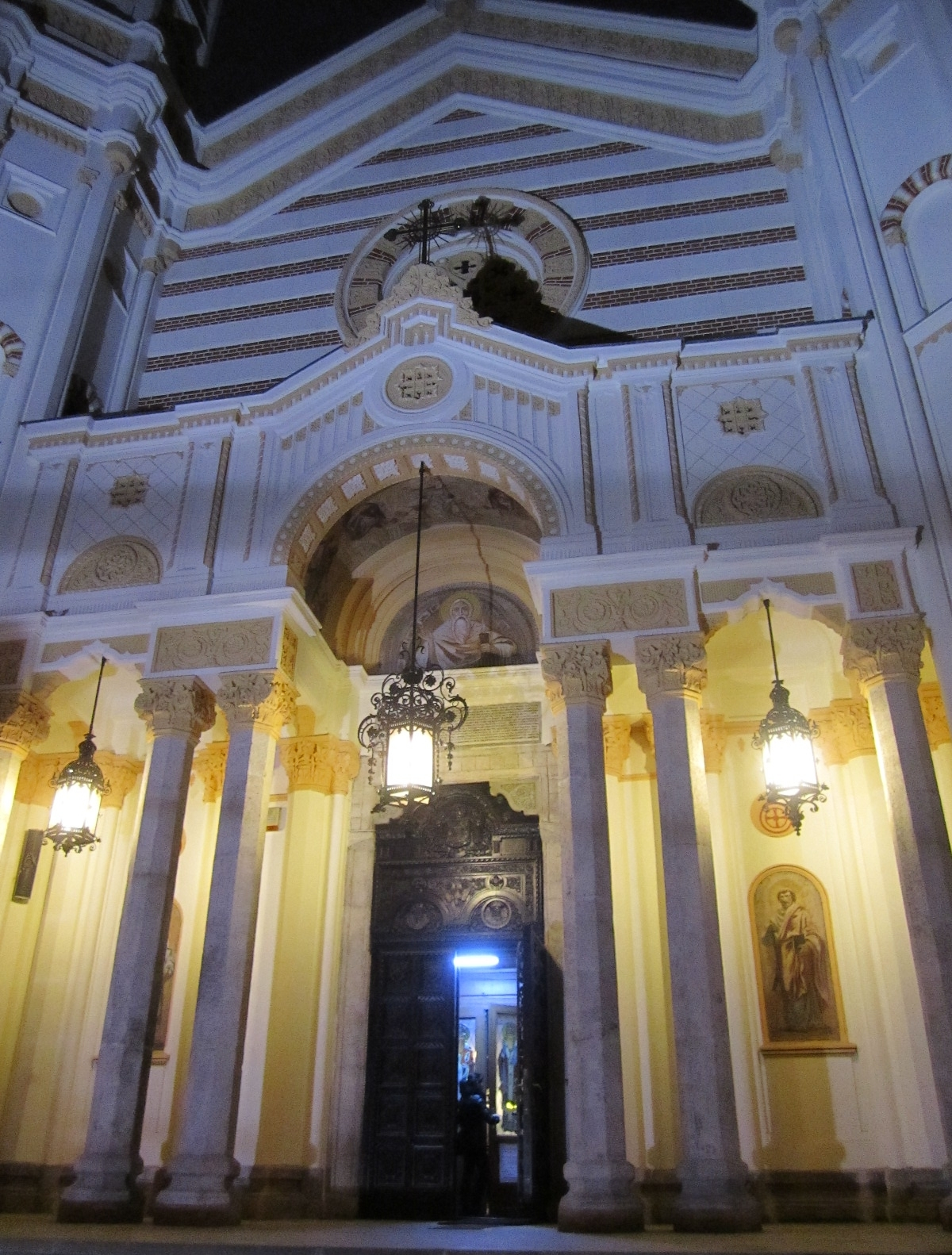
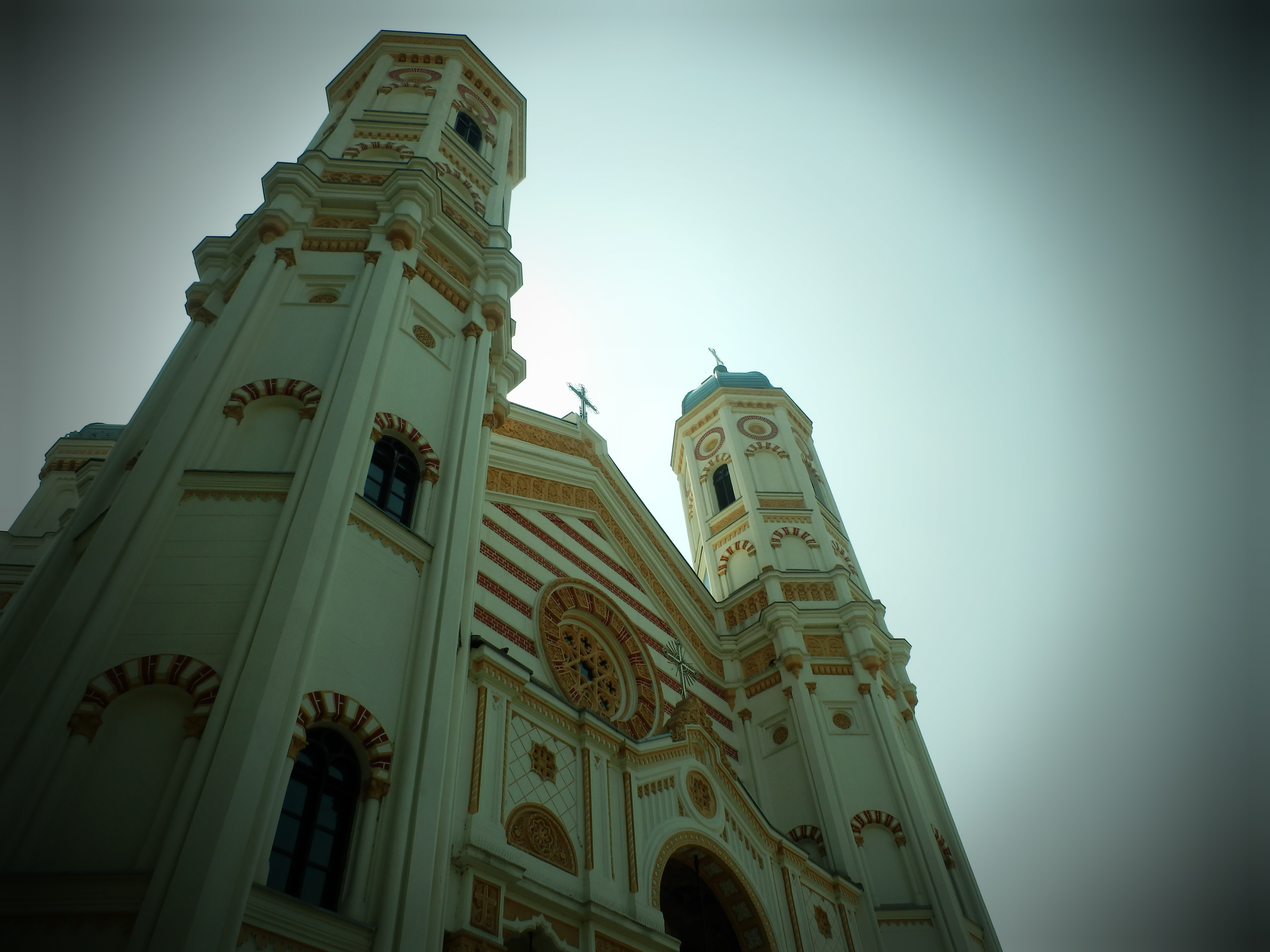